# Podabrus ninoseanus
Podabrus ninoseanus is een keversoort uit de familie soldaatjes (Cantharidae). De wetenschappelijke naam van de soort werd in 1990 gepubliceerd door Takehiko Nakane & Makino.